# 鵜之島
鵜之島（うのしま）は、千葉県いすみ市の和泉海岸にある島。

## 概要
- 干潮時には陸続きとなっている（タイダル・アイランド）。
- 東側は断崖になり、昔から[いつ?]鵜の休息地になっている。
- 近くには太東埼灯台があり、太平洋戦争中は砲台・電探基地でもあった。